# Deutscher Präventionspreis
Der Deutsche Präventionspreis ist ein Wettbewerb unter Schulen und sozialen Einrichtungen. Er besteht seit 2004 und der Preis wird in jedem Jahr für vorbildliche Maßnahmen der Gesundheitsförderung und Prävention vergeben.
Unter dem Motto „Wasser, Seife, Handtuch her, Händewaschen ist nicht schwer“ startete am 2. April 2012 der Deutsche Präventionspreis. Das Preisgeld beträgt 30.000 Euro, einzelne Projekte werden mit bis zu 5.000 Euro prämiert. Bewerbungen waren bis zum 15. Juni 2012 möglich.

## Träger
Träger des Deutschen Präventionspreises sind:
- Bundesministerium für Gesundheit[2],
- Bundeszentrale für gesundheitliche Aufklärung (BZgA)[3] und
- Institut für Hygiene und Öffentliche Gesundheit[4]

Der Deutsche Präventionspreis stand unter der Schirmherrschaft von Bundesgesundheitsministerin Ulla Schmidt. Eingerichtet wurde der Preis im Jahr 2004 von der Bertelsmann Stiftung, die sich 2007 nach erfolgreicher Einführung des Wettbewerbs aus der Trägerschaft zurückgezogen hat.
Von 2008 bis 2010 finanzierte die Manfred Lautenschläger-Stiftung den Preis.
Eine Fachjury prüft und bewertet die zugelassenen Beiträge. Zum Abschluss des Wettbewerbs findet in Berlin jeweils im Dezember eine feierliche Preisverleihung statt.

## Berechtigte
Aufgerufen, sich am Wettbewerb zum Deutschen Präventionspreis zu beteiligen, sind alle Grundschulen, die die gesunde Entwicklung ihrer Schüler auf besondere Weise fördern. Ein Augenmerk soll auf der Verbesserung der Gesundheitschancen von Kindern aus sozial benachteiligten Familien liegen. Gesucht werden Wettbewerbsbeiträge, die zeigen, wie im Schulalltag die folgenden drei Aspekte systematisch und nachhaltig berücksichtigt werden:
- Bewegungsförderung
- Gesunde Ernährung
- Psychosoziale Gesundheit

Zudem sollten die Grundschulen die beschriebenen Maßnahmen mindestens seit einem Jahr praktisch umgesetzt und das Konzept langfristig angelegt haben.

## Auszeichnung
Der Deutsche Präventionspreis stellt ein Preisgeld in Höhe von insgesamt 100.000 € zur Verfügung. Das Preisgeld ist für die Fortführung der prämierten Maßnahmen bestimmt. Der Preis wird in drei Kategorien vergeben: Halbtagsgrundschule, offene Ganztagsschule und gebundene Ganztagsschule. Die zuvor nominierten Schulen (etwa 10–20 von ca. 400) werden von der Jury besucht, um die endgültigen Preisträger zu ermitteln.

## Preisträger
- 2004: Projekt „Mo.Ki. – Monheim für Kinder“[7]
- 2005: Aktive Gesundheitsförderung im Alter des Albertinen-Diakoniewerk
- 2006: „Familienprojekt Adebar“[8]
- 2007: 3 Preisträger: Flucht und Gesundheit aus Freiburg, „Kinder fit machen“ aus Hoyerswerda und der „Runde Tisch Prävention von Kinderunfällen“ aus Dortmund.
- 2008: 6 Preise in 3 Kategorien:
  - Kategorie „Kindertagesstätten mit besonderen kommunalen Bezügen“: Städtische Tageseinrichtung für Kinder, Stuttgart und  Kindertagesstätte Stettiner Straße, Bremerhaven.
  - Kategorie „Beispielhafte Einzelinitiativen“: Städtische Kindertagesstätte Sonnenhaus, Hamm, und  AWO Kindertagesstätte und Familienzentrum Mittendrin, Aachen.
  - Ehrenpreisträger: Städtische Tageseinrichtung für Kinder, Gelsenkirchen und AWO Kindertagesstätte, Rostock
- 2009: Heinrich-Seidel-Schule, Berlin und Eine-Welt-Schule, Minden und Fridtjof-Nansen-Schule, Hannover[9]
- 2013: Gewaltpräventives Film- und Unterrichtsprojekt der Carl-von-Ossietzky-Gemeinschaftsschule in Berlin-Kreuzberg